# John W. Campbell
John Wood Campbell Jr., publikujący także pod pseudonimem Don A. Stuart (ur. 8 czerwca 1910 w Newark, zm. 11 lipca 1971 w Mountainside) – amerykański wydawca i pisarz science fiction, jedna z ważniejszych postaci w historii gatunku. W latach 1937–1971, – jako redaktor pisma Astounding Science Fiction – walnie przyczynił się do rozkwitu s-f. Krytycy uważają, że w dużej mierze dzięki Campbellowi i jego pismu gatunek miał wtedy swój złoty wiek.

## Życiorys
Studiował na MIT, gdzie zaprzyjaźnił się z Norbertem Wienerem, słynnym później cybernetykiem. Edukację ukończył bakalaureatem na Duke University z fizyki w 1932 r.
Pierwsze utwory s-f napisał i opublikował w wieku 18 lat w magazynie Amazing Stories i szybko zdobył popularność czytelników wydawnictw pulpowych. Były to zwykle space opery. Publikował także pod pseudonimem Don A. Stuart. Najsłynniejszym dziełem literackim autorstwa Campbella jest nowela Who Goes There? (1938), znana z ekranizacji Johna Carpentera z 1982 r., pod tytułem Coś (The Thing).
W 1937, w wieku 27 lat, został zatrudniony na stanowisku wydawcy magazynu Astounding Stories, i pozostał nim aż do śmierci. Pod jego kierownictwem pismo zmieniło nie tylko tytuł, na Astounding Science Fiction, ale stało się najważniejszym periodykiem publikującym fantastykę i wytyczającym drogę gatunkowi. U Campbella debiutowali m.in. Lester Del Rey, Alfred Elton van Vogt, Robert A. Heinlein, Theodore Sturgeon.
Isaac Asimov nazwał Campbella Najpotężniejszą siłą jaka pojawiła się kiedykolwiek w science fiction, siłą, która kompletnie zdominowała gatunek przez pierwsze dziesięć lat swojej działalności.
W latach 1939–1943 wydawał także pierwsze pismo poświęcone fantasy – Unknown.

## Nagrody i wyróżnienia
John W. Campbell był eponimem dwóch nagród literackich: Nagrody im. Johna W. Campbella dla najlepszej powieści science fiction i Nagrody im. Johna W. Campbella dla najlepszego nowego pisarza science fiction.
Podczas ceremonii wręczenia nagród Hugo na Worldconie w Dublinie w 2019 amerykańska pisarka Jeannette Ng, która otrzymała nagrodę Johna W. Campbella dla najlepszego nowego pisarza wygłosiła przemówienie, w którym m.in. nazwała Campbella – patrona nagrody i jednego z najbardziej wpływowych redaktorów w dziedzinie fantastyki – „faszystą” oraz stwierdziła, że jest odpowiedzialny za „nadanie tonu science fiction, który wciąż prześladuje ten gatunek do dziś. Jałowy. Męski. Biały. Wywyższanie w ambicjach imperialistów i kolonizatorów, osadników i przemysłowców”. Oddźwięk, jaki spowodowało to przemówienie spowodował, że redakcja magazynu „Analog Science Fiction and Fact” poinformowała, że usuwa z nazwy nagrody dla najlepszego nowego pisarza nazwisko Campbella, patronem został w zamian najdłużej ukazujący się magazyn literacki Astounding Stories of Super-Science (dziś Analog Science Fiction and Fact).
Z kolei Centrum Badań Fantastyki Naukowej, przyznające nagrodę dla najlepszej powieści ogłosiło w 2019 plany zmiany nazwy nagrody, ale nie ukazały się żadne nowe informacje o nagrodzie, a wręczenie nagród zostało odwołane w latach 2020–2022 z powodu pandemii COVID-19 oraz zmian organizacyjnych w Centrum.
Był Gościem Honorowym trzech Worldconów – w 1947, 1954 i 1957.

## Przekłady na język polski
- Ostatni etap ewolucji (The Last Evolution) online, 2012, przekład: Ireneusz Dybczyński
- Zmierzch (Twilight) w antologii J. Gunna, Droga do science fiction: Od Wellsa do Heinleina,1986, przekład: Andrzej Leszczyński.
- Kim jesteś? (Who Goes There?) Fenix 1, 1990, przekład: Stefania Szczurkowska.
- Broń ostateczna / Coś (The Ultimate Weapon / Who Goes There?) Solaris, 2014, przekład: Tomasz Walenciak.